# Modulor
Il Modulor è una scala di proporzioni basate sulle misure dell'uomo inventata dal famoso architetto svizzero-francese Le Corbusier come linea guida di un'architettura a misura d'uomo.

## Storia

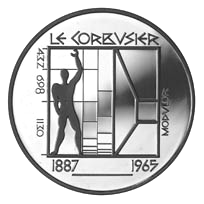
Lo schema grafico del Modulor riprodotto su una moneta svizzera coniata nel 1987

Le Corbusier sviluppò il Modulor all'interno della lunga tradizione di Vitruvio, ripresa nell'uomo vitruviano di Leonardo da Vinci, dei lavori di Leon Battista Alberti, e degli innumerevoli altri tentativi di trovare proporzioni geometriche e matematiche relative al corpo umano e di usare queste conoscenze per migliorare sia l'estetica che la funzionalità dell'architettura. Abile interprete delle tensioni della sua epoca, dilaniata dalle atroci conseguenze della seconda guerra mondiale, Le Corbusier fu perfettamente in grado di recuperare, senza ripieghi retorici, la dimensione umana nell'architettura e di farla assurgere a dignità di regola unitaria e risolutrice:
Sulla base di queste indagini, esposte con maggiore livello di dettaglio nel successivo paragrafo, Le Corbusier pubblicò Le Modulor nel 1948, seguito da Modulor 2 nel 1955. L'architetto svizzero applicò la sottile trama matematica del Modulor nella progettazione di diversi edifici, inclusi Notre-Dame du Haute, il complesso urbano di Chandigarh e l'Unité d'Habitation, a Marsiglia, nella ferrea convinzione che «solo l'utente ha la parola». Con il Modulor, infatti, si raggiungevano nuovi picchi di qualità architettonica in un'epoca, il XX secolo, in cui i sistemi modulari di standardizzazione esigevano la presenza di una scala dimensionale umana, sulla quale basare la progettazione di grandiosi complessi edilizi e, al contempo, oggetti d'uso domestico.
Pur riscuotendo un clamoroso successo - si pensi al giudizio di Albert Einstein, per il quale il Modulor era «un sistema bidimensionale che rende difficile il male e facile il bene» - sono state tuttavia mosse molte critiche verso il sistema, il quale a detta dei detrattori presenta lacune insolvibili. L'altezza della figura sembra essere arbitraria e scelta forse per convenienza matematica e, anzi, non teneva conto dell'estrema eterogeneità dell'utenza, che poteva talora discostarsi dall'«utente medio» così come concepito da Le Corbusier e costretta, per contingenze varie, a fruire lo spazio secondo meccanismi più complessi (si pensi ai disabili motori e sensori).

## Descrizione

Le misure proposte dal Modulor per dare vita a un'«architettura a misura d'uomo»

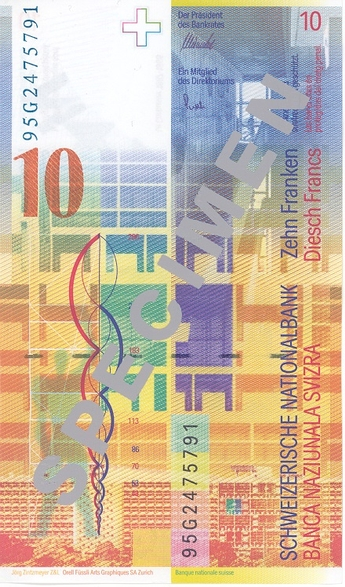
Banconota svizzera in cui si notano le linee curve del Modulor

Il Modulor, sottile calembour derivante dalla combinazione di module [modulo] e or (in riferimento alla section d'or, ovvero la sezione aurea), è stato dunque ideato da Le Corbusier con lo scopo di fornire «una gamma di misure armoniose per soddisfare la dimensione umana, applicabile universalmente all'architettura e alle cose meccaniche». Le Corbusier studiò questa scala dimensionale strutturandola su due scelte fondamentali, la prima di tipo matematico e la seconda di tipo antropomorfo.
Pur essendo privo di una sicura alfabetizzazione matematica Le Corbusier era a conoscenza delle potenzialità estetiche della sequenza di Fibonacci, successione ricorsiva dove ogni termine è somma dei due che lo precedono: il rapporto tra due termini consecutivi, pertanto, si mantiene costante e restituisce, al limite, un valore definito sezione aurea, {\displaystyle \varphi =1,618...}. Era noto sin dall'antichità come modulare superfici architettoniche sugli armoniosi equilibri della sezione aurea fosse utile per conseguire effetti di grande suggestione estetica: si pensi alle realizzazioni rinascimentali di Leon Battista Alberti, convinto assertore della teoria della proporzione, che Le Corbusier ebbe modo di studiare con la lettura dei libri di Matila C. Ghyka.
Restava, ora, da saldare un legame tra l'elemento antropocentrico e quello matematico, e di individuare una scala aurea applicabile alla dimensione umana: tale sinergia, secondo il giudizio di Le Corbusier, era resa possibile dal fatto che il corpo umano era intrinsecamente modellato sulle geometrie della progressione di Fibonacci. Partendo da questi presupposti l'architetto franco-svizzero arrivò a sintetizzare le varie casistiche antropometriche umane con la definizione di un «uomo medio»: ipotizzando un esemplare umano dalle misure standard - alto 1,83 metri (sei piedi), dal plesso solare pari a 1,13 metri e in grado di raggiungere i 2,26 m alzando le braccia - l'architetto sviluppò due serie, una ottenuta partendo da un quadrato di lato 113 (27, 43,70, 113, 183 ...), la cosiddetta «serie rossa», e l'altra partendo da un rettangolo di dimensioni 113x226 (53, 86, 140, 226, 366, .....), la «serie blu». Le proporzioni così determinate potevano essere utilizzate per conferire regolarità matematica ed estetica ad un manufatto architettonico, nella convinzione che «fare architettura, è fare una creatura»: il Modulor, dunque, si configurava come un fondamentale strumento chiarificatore utile in fase progettuale per verificare la validità di un edificio. Occorreva, tuttavia, non essere schiavizzati dalle prescrizioni apparentemente ferree di questa grille de proportion: si pensi all'episodio ove Le Corbusier, una volta accortosi che i suoi grafici stavano riproducendo dogmaticamente e acriticamente le misure del Modulor, sacrificando così la riuscita architettonica dell'edificio in esame, arrivò a ululare: «Il Modulor, me ne infischio! Quando non va, non bisogna applicarlo».
Interessanti le analogie presenti tra il tracciato proporzionale del Modulor e le scale musicali, individuate da André Wogenscky:
(André Wogenscky)